# Hiszpania na Zimowych Igrzyskach Paraolimpijskich 2018
Hiszpania na Zimowych Igrzyskach Paraolimpijskich 2018 – występ kadry sportowców reprezentujących Hiszpanię na igrzyskach paraolimpijskich w Pjongczangu w 2018 roku.
W kadrze wystąpiło trzech zawodników. Podczas ceremonii otwarcia igrzysk chorążym była snowboardzistka Astrid Fina.
Pierwszy medal na zimowych igrzyskach paraolimpijskich w Korei Południowej zdobyła Astrid Fina, która w pojedynku o trzecie miejsce w snowboardowym crossie pokonała reprezentantkę Holandii Renske van Beek, zdobywając tym samym brązowy medal. Dzień później ze srebrnego medalu mógł cieszyć się alpejczyk Jon Santacana, który wraz z przewodnikiem Miguelem Galindo w superkombinacji zajął drugie miejsce, ustępując jedynie Miroslavowi Harausowi.

## Medaliści
| Medal  | Zawodnik      | Dyscyplina            | Konkurencja              | Data     |
| ------ | ------------- | --------------------- | ------------------------ | -------- |
| srebro | Jon Santacana | Narciarstwo alpejskie | Superkombinacja mężczyzn | 13 marca |
| brąz   | Astrid Fina   | Snowboarding          | Cross kobiet             | 12 marca |

## Reprezentanci

### Kobiety
| Zawodniczka | Dyscyplina   | Konkurencja | Podgrupa | Czas                                                                 | Strata | Miejsce | Źródło |
| ----------- | ------------ | ----------- | -------- | -------------------------------------------------------------------- | ------ | ------- | ------ |
| Astrid Fina | Snowboarding | Cross       | LL-2     | Q: 1:23,11 (Q) ĆF: S. Hamel (W) PF: B Mentel (P) 3M: R. van Beek (W) | +15,60 | brąz    | [ 4 ]  |
| Astrid Fina | Snowboarding | Slalom      | LL-2     | 1:07,11                                                              | +10,17 | 6.      | [ 5 ]  |

### Mężczyźni
| Zawodnik        | Dyscyplina            | Konkurencja     | Podgrupa | Czas                            | Strata | Miejsce | Źródło |
| --------------- | --------------------- | --------------- | -------- | ------------------------------- | ------ | ------- | ------ |
| Víctor González | Snowboarding          | Cross           | LL-1     | Q: 1:49,68 (Q) 1/8: M. Mann (P) | +48,95 | 13.     | [ 6 ]  |
| Víctor González | Snowboarding          | Slalom          | LL-1     | 1:21,59                         | +29,69 | 12.     | [ 7 ]  |
| Jon Santacana   | Narciarstwo alpejskie | Zjazd           | B2       | 1:27,40                         | +3,47  | 4.      | [ 8 ]  |
| Jon Santacana   | Narciarstwo alpejskie | Supergigant     | B2       | 1:29,01                         | +2,90  | 4.      | [ 9 ]  |
| Jon Santacana   | Narciarstwo alpejskie | Superkombinacja | B2       | 2:15,13                         | +0,91  | srebro  | [ 10 ] |
| Jon Santacana   | Narciarstwo alpejskie | Slalom gigant   | B2       | 2:20,34                         | +9,83  | 7.      | [ 11 ] |
| Jon Santacana   | Narciarstwo alpejskie | Slalom          | B2       | DNF                             | DNF    | DNF     | [ 12 ] |